# Ànec xiulador sud-americà
L'ànec xiulador sud-americà (Mareca sibilatrix) és una de les tres espècies d'ànecs xiuladors o membres del subgènere Mareca, dins el gènere Anas. Aquest ànec habita la regió neotropical. Fa 43 – 54 cm de llargària, amb un dimorfisme sexual poc patent, si bé la femella és una mica menor que el mascle. Té el cap i coll negres amb reflexos verd metàl·lic a la part posterior, més vius al mascle. Galtes i el front blanc. Té el dors negre amb plomes amb vires blanques. Pit barrat de blanc i negre i abdomen blanc, flanquejats de taronja marró. Banda blanca a les ales visible en vol. Gropa blanca. Té el bec gris amb la punta negra i les potes negres. Els joves semblants als adults, amb la zona taronja dels costats menys patent.
És herbívor, s'alimenta tant a l'aigua com en zones de praderia. De tant en tant se'ls veu menjant algues a la costa. Nia en llocs secs, no gaire prop de l'aigua, entre matolls, on fa un niu que folra amb plomissa. La femella pon 6 – 10 ous color crema clar que coven durant 24 – 25 dies. El mascle coopera durant un temps en la cura dels anedons.
Habiten a les valls de rius, llacunes, estanys i petits llacs artificials, A Xile, Argentina, Uruguai i zona propera del Brasil, a més de les illes Malvines. En general són sedentaris, però individus de l'extrem meridional poden volar fins al sud-est de Brasil a l'hivern. Criats en captiveri des de 1870 - 1871 i enviats a Europa, van ser molt aviat populars als zoològics i avui estan molt estesos com ocells ornamentals.